# Trasfigurazione di Cristo (Veronese)
La Trasfigurazione di Cristo è un dipinto del pittore veneto Paolo Veronese realizzato nel 1555 -1556 e conservato nel Duomo a Montagnana.

## Storia
Il pittore Paolo Veronese realizzò l'opera su ordine della commissione dei Provveditori della fabbrica del Duomo di Montagnana per la pala d'altare maggiore. La pala possiede la firma in basso a sinistra.

## Descrizione
La pala maestosa presenta l'episodio evangelico della trasfigurazione di Gesù.
In basso troviamo gli apostoli con la testa e una mano rivolta a osservare incantati la scena superiore. Essi sono in penombra.
Al centro, sopra una nuvola chiara, Gesù con al lato destro Mosè e sinistro Elia; quest'ultimi sono meno candidi di Cristo.
Nella lunetta superiore, sopra le teste, si trovano degli angeli alati.